# Gina Klaber-Thusek
Regina (Gina) Klaber-Thusek, geb. Klaber (* 18. April 1900 in Römerstadt, Mähren; † 11. April 1983 in Meran), war eine österreichisch-polnisch-italienische Bildhauerin, Malerin und Grafikerin.

## Leben
Gina Klaber kam 1900 als Tochter einer Lehrerin und eines Leinenweberfabrikanten in der mährischen Römerstadt zur Welt, wo sie zusammen mit zwei Brüdern aufwuchs. Als ihr Vater sein Unternehmen aufgeben musste, zog die Familie 1909 nach Wien. Dort verbrachte Gina Klaber ihre restliche Kindheit und Jugend. Vier Jahre lang besuchte sie die Graphische Lehr- und Versuchsanstalt in Wien, an der sie das Zeichnen und Radieren erlernte. 1917 starb ihr Vater im Ersten Weltkrieg und sie begann, mit dem Verkauf von Exlibris und medizinischen Illustrationen zum Lebensunterhalt beizutragen.
Gina Klaber heiratete 1921 den aus Niederschlesien stammenden polnischen Ingenieur Oskar Thusek. 1924 ließ sich das Ehepaar in Teplitz-Schönau in Nordböhmen nieder. An der örtlichen Fachschule für Keramik absolvierte Gina Klaber-Thusek eine dreijährige Ausbildung in Tonmodellierung.
Klaber-Thusek war väterlicherseits jüdischer Abstammung und daher mit Aufkommen des Nationalsozialismus in Gefahr. Sie ging nach London und arbeitete von 1936 bis 1939 als Modezeichnerin von Strickmoden für die örtliche Wollindustrie. Als sie im Frühjahr 1939 ihren Ehemann in Mailand besuchte, der dort eine Stelle angetreten hatte, durfte sie nicht mehr nach London zurückkehren. Beiden wurde die polnische Staatsangehörigkeit (welche Klaber-Thusek durch die Heirat erworben hatte) aberkannt. Ausreiseversuche in die USA schlugen fehl. Ein italienisches Gericht verfügte nach Ausbruch des Zweiten Weltkriegs im Herbst 1939 ihre Konfinierung in die Stadt Meran. Dort wohnte Klaber-Thusek mit ihrem Mann auch nach Aufhebung der Konfinierung 1945 weiter bis zu ihrem Tod. 1955 erhielt sie die italienische Staatsbürgerschaft.
Nach Ende des Zweiten Weltkriegs nahm Klaber-Thusek im Alter von 48 Jahren ein Studium der Bildhauerei in Florenz und Mailand auf, wo sie die Meisterklassen von Italo Griselli und Salvatore Messina besuchte. Zudem studierte sie ab 1954 an der Accademia di Brera bei Marino Marini. Sie begann ihre Plastiken in Deutschland und Italien auszustellen und gewann einige Preise, darunter 1957 die Silbermedaille beim „Premio Suzzara“  in Mantua und 1960 den Premio Forlì. Sie war Mitglied des Südtiroler Künstlerbundes.
Klaber-Thusek fühlte sich zeitlebens in Meran eingeengt, empfand dessen Einwohner als zu konservativ und den Tourismus als störend. Sie unternahm daher oft ausgedehnte Reisen und verbrachte einige Monate des Jahres auswärts. Unter anderem reiste sie ab 1950 nach Wien und 1958 anlässlich des 10. Jahrestages der Staatsgründung nach Israel. Sie unterhielt viele Kontakte zu Künstlern und Intellektuellen wie Tresl Gruber und Erwin Hauer. Ab 1973 stand sie in Kontakt zu dem Philosophen Vilém Flusser und dessen Ehefrau Edith Flusser. Vilém Flusser fungierte als Betrachter und Kritiker ihrer Werke, so veröffentlichte er in der Südtiroler Zeitung Dolomiten eine Rezension über ihre in Bozen ausgestellten „Kerzengärten“. 1976 lernte Klaber-Thusek den Künstler Toni Hanny (* 1941 in Naturns) kennen. Zwischen ihnen entwickelte sich eine enge Freundschaft und auch künstlerische Zusammenarbeit.
Klaber-Thuseks künstlerischer Stil, der im Laufe ihrer Entwicklung immer stärker mit den Traditionen brach, führte zu ihrer zunehmenden Isolation und Schwierigkeiten beim Verkauf ihrer Werke. Nach dem Tod ihres Ehemannes 1963 konnte sie nur ein geringes Einkommen mit Porträtaufträgen und als Lehrerin erzielen.
Gina Klaber-Thusek starb 1983 kurz vor ihrem 83. Geburtstag. Sie wurde auf dem Städtischen Friedhof von Meran neben ihrem Ehemann bestattet. Als Grabstein dient eine von ihr selbst 1973 für Oskar Thusek geschaffene, weinende Frauenfigur aus Marmor.
Das Palais Mamming Museum übernahm den umfangreichen Nachlass der Künstlerin, der neben vielen Werken unter anderem ihre Tagebücher und Korrespondenz enthält. 2022 wurden dort rund 20 Akt-Zeichnungen von Klaber-Thusek in einer Einzelausstellung präsentiert. Parallel dazu fand eine Doppel-Retrospektive mit ihrer ehemaligen Schülerin Elisabeth Hölzl (* 1962 in Meran) im Museum Kunst Meran statt.
Gina Klaber-Thusek gehört zu den sechs von Peter Paul Kainrath in seinem Kurzfilm Vergessen – Unvergessen (2004) porträtierten Südtiroler Künstlern.

## Werk
Gina Klaber-Thusek definierte sich vor allem als Bildhauerin, wirkte jedoch auch in den Bereichen Malerei, Zeichnung, Grafik, Keramik, Mode, Collage und Assemblage. Zu einem der Schwerpunkte ihres Schaffens können die Plastiken der 1950er und 1960er Jahre gezählt werden (Skulpturen, Reliefs in Bronze und metallgetauchte Figuren). Als Malerin, Zeichnerin und Grafikerin schuf sie unter anderem Porträts, Akte, Figürliches und Exlibris. Auch Entwürfe für Modeartikel und Schmuck gehören zu ihrem Gesamtwerk.
Seit den 1950er Jahren entwickelte sich ihr künstlerischer Stil stetig von einer realistisch-naturalistischen Schaffensweise zu immer größerer Abstraktion. Ihre abstrakten, zum Teil dadaistischen und surrealen späten Werke lösten bei dem in der Nachkriegszeit eher konservativen Südtiroler Publikum häufig Skepsis oder gar Ablehnung aus.
Zu Klaber-Thuseks Spätwerk gehören Collagen und Assemblagen, in denen sie – oft humorvoll – Themen wie Konventionen (z. B. die traditionelle Stellung der Frau), sexuelle Gewohnheiten, romantische Betrachtungsweisen, Klischees und Kitsch aufgreift. Zunehmend setzte sie Materialien aus der Natur wie Baumrinde und Holzstücke ein. Eigentümlich sind insbesondere ihre „Kerzengärten“, Assemblagen bunter, abgebrannter Kerzenstummel auf verschiedenen Bildträgern.
Werke von Gina Klaber-Thusek befinden sich unter anderem in den Sammlungen Kunstforum Ostdeutsche Galerie, Palais Mamming Museum, Stadtmuseum Bruneck und Museum Eccel Kreuzer.
Werke (Auswahl)
- Liebespaar, Bleistift und Aquarell, 1946, 19 × 15 cm, Museum Eccel Kreuzer
- Rückenakt, Bleistift und Aquarell, 1950, 19 × 15 cm, Museum Eccel Kreuzer
- Weiblicher Akt, Kreide und Aquarell, 1952, 38 × 47 cm, Museum Eccel Kreuzer
- Mannequin, Bronze, Draht, nach 1954
- Israel-Skizzenbuch, Serie von Tuschezeichnungen, 1958
- Tänzer Richie Riby, 1959, Bronzebüste, 45,5 × 20,6 × 25,4 cm, Kunstforum Ostdeutsche Galerie,[19] 1960 mit dem Premio Forli ausgezeichnet[3]
- Vogelmadonna, Bronze auf Ardesiaplatte, 1960, 65 × 35 cm, Museum Eccel Kreuzer
- Elba, Applikation mit Steinen, 1965, 19 × 24 cm, Museum Eccel Kreuzer
- Weibliche Figur, Bronze, 1966, 35 cm, Museum Eccel Kreuzer
- Kerzengarten, 1973, Palais Mamming Museum Meran[13]
- Grabstein (kniende, weinende Frauenfigur), 1973, Laaser Marmor, Grab von Oskar Thusek und Gina Klaber-Thusek auf dem Städtischen Friedhof von Meran
- Aphrodite, Collage auf bemalter Holztafel, 1977, 32 × 24 cm, Museum Eccel Kreuzer
- Morgengymnastik, Filzstift und Bleistift, 19 × 15 cm, Museum Eccel Kreuzer
- Damen-Porträt, Mischtechnik, 34 × 23 cm, Kunstgalerie Morandell, Bozen[20]

## Ausstellungen (Auswahl)
- 1958: Ausstellung der „Gemeinschaft der Künstlerinnen und Kunstfreude“, Mannheim
- 1973: Surrealismus – immer noch und ewig, Bozen
- 1978: Gina Klaber-Thusek / Clara Maggi Collagen, Galerie Fr. Eccel, Bozen
- 2011: Skulpturenausstellung Figura, Festung Franzensfeste[17]
- 2021: Weibrations – the feminine side, Museum Eccel Kreuzer, Bozen
- 2021: Kultur in Bewegung: Meran 1965–1990, Kunst Meran[21]
- 2022: Lichtpausen, lückenhaft. Elisabeth Hölzl, Gina Klaber Thusek, Kunst Meran[22]
- 2022: Akte/Nudi (Aktzeichnungen von Gina Klaber Thusek), Palais Mamming Museum